# 髄膜刺激症状
髄膜刺激症状（ずいまくしげきしょうじょう、英: syndrome of meningeal irritation, meningism）は、クモ膜下出血や髄膜炎などで髄膜が刺激されている時に出る症状。髄膜刺激症候、髄膜刺激徴候ともよぶ。

## 原因
脳脊髄液に感染が起きたときや、出血などで髄膜が刺激されると本症を来たす。
クモ膜下出血や髄膜炎のほか、単純ヘルペス脳炎・日本脳炎などで見られる症状。
羞明（しゅうめい）、頭痛、嘔気、嘔吐、項部硬直、ケルニッヒ徴候、ブルジンスキー徴候などが見られる。

## 種類
髄膜刺激症状には以下のものがある。
- 項部硬直(nuchal rigidity, nuchal stiffness)
項部硬直（こうぶこうちょく）は仰臥位の患者の頭部を持ち上げると抵抗がある事。
  - 病態
頭部を持ち上げると髄膜が伸展されて刺激される。正常ではその程度の刺激では抵抗を示さないが、感染などにより髄膜が刺激されている状態で伸展による追加刺激が加わると、追加刺激を和らげようとする方向に反射的に筋肉が働く。これが診察者には抵抗として観測される。反射なので本人の意識レベルに関係なく観測できる一方、小児などでは髄膜刺激があっても観測されない事がある。細菌性髄膜炎やクモ膜下出血では強く顕著に認め、それに比べて脳炎や非細菌性髄膜炎では軽度のことが多い[4]。
  - 鑑別
項部硬直が頚部の前屈に対してのみ抵抗を示すのに対して、頚部強直（強剛）の場合は前後左右あらゆる方向への抵抗が見られる。この現象はパーキンソン症候群や頚椎症、除脳硬直などで起こる[5]。また項部の筋痛があるために、抵抗を感じる場合もある。咽頭後壁膿瘍では髄膜刺激症状ではなく、咽頭の炎症・疼痛のため、項部硬直（頸部進展制限）が出現する。
- ケルニッヒ徴候(Kernig's sign) : 膝関節が進展できない場合に陽性とし、決して疼痛の有無で判定しない。
- ブルジンスキー徴候(Brudzinski's sign)
- neck flexion test : 自発的に頸部を前屈させ、下顎が胸まで十分に近接するようであれば正常。前屈が困難であれば異常。
- ジョルト・サイン(jolt accentuation of headache) : 子どもが「イヤイヤ」をするように、素早く頭部を左右に振り、頭痛が増悪するようであれば異常。2～3回/秒の早さで頭を水平方向に回してみて、頭痛が増悪すれば陽性とする[6]。

| 検査・徴候       | 感度  | 特異度 | 陽性的中率 | 陰性的中率 | 陽性尤度比 | 陰性尤度比 |
| ---------------- | ----- | ------ | ---------- | ---------- | ---------- | ---------- |
| 項部硬直         | 30%   | 68%    | 26%        | 73%        | 0.94       | 1.02       |
| ケルニッヒ       | 5%    | 95%    | 27%        | 72%        | 0.97       | 1.0        |
| ブルジンスキー   | 5%    | 95%    | 27%        | 72%        | 0.97       | 1.0        |
| ジョルト・サイン | 97.1% | 60%    |            |            | 5.52       | 0.95       |